# Koufalia
Koufalia (græsk: Κουφάλια) er en kommunal enhed og en by i kommunen Chalkidona, som den er sæde for. Før kommunalreformen i 2011 var det en selvstændig kommune.

## Administrativ inddeling
Koufalias kommunale enhed består af to byer:
- Koufalia (befolkning 8.139)
- Prochoma (befolkning 2.440)

De førnævnte befolkningstal er fra 2011.

## Geografi
Koufalia ligger 35 kilometer nordvest for byen Thessaloniki ved floden Axios (Vardar). Samfundet Koufalia dækker et område på 67,591 km2 mens den kommunale enhed dækker et areal på 106.128 km2.

## Historie
Koufalia er bygget nord for den antikke by Ichnae (IXNAI). Det meste af dens befolkning stammer fra byen Kavakli i Bulgarien. De flyttede til området efter undertegnelsen af Neuilly-traktaten i 1919 mellem Grækenland og Bulgarien, der fremtvang en befolkningsudveksling mellem de to lande. Til gengæld immigrerede den overvejende bulgarske befolkning i landsbyen til Bulgarien, og bosatte sig hovedsageligt på Sortehavskysten i området Anchialo (Pomorie). Befolkningen kaldte byen Koufalovo (bulgarsk: Куфалово). Der er også Ntopioi og græske flygtninge fra Lilleasien og Thrakien.

## Kultur
Byen har en række kulturelle organisationer, hvor den vigtigste er "Megas Alexandros" (Alexander den Store); det blev grundlagt i 1980. Det har sit eget udlånsbibliotek samt en blodbank til humanitære formål. Hvert år arrangerer de "Flodfest" på bredden af Axios-floden, fra 24.-26. juli, og religiøse festivaler (græsk: πανηγύρια).